# Philipp Bargfrede
Philipp Bargfrede (Zeven, Nyugat-Németország, 1989. március 3. –) német labdarúgó, a Werder Bremen II középpályása.

## Pályafutása
Bargfrede 1995-ben csatlakozott a TuS Heeslingen ifjúsági akadémiájához, amelynek 2004-ig volt a tagja. Ekkor csatlakozott a német első osztályú Werder Bremen akadémiájához, 2007-ben pedig bemutatkozott a tartalékcsapatban. 2009. augusztus 8-án az Eintracht Frankfurt elleni 3-2-es vereség alkalmával debütált a Bundesligában, Tim Borowski helyére állt be a 74. percben. A csapattal a 2009-10-es szezonban az Európa-liga, egy évvel később pedig a Bajnokok Ligája főtábláján szerepelt. A 2013-14-es szezon közben térdsérülés miatt négy hónapot ki kellett hagynia. 2018 márciusában Werder Bremen bejelentette, hogy a Bargfrede szerződését pályafutása végéig meghosszabbították, majd azt követően a klubnál számítanak szolgálataira. 2020. július 7-én lejárt a szerződése. Október 24-én visszatért, de a második csapathoz.
2009 és 2010 között négy alkalommal lépett pályára a Német U21-es labdarúgó-válogatottban és ezeken a találkozókon egy gólt szerzett.

## Magánélet
Apja, Hans-Jürgen Bargfrede szintén profi labdarúgó volt. Testvére, Bent Bargfrede a Heeslinger SC II játékosa.

## Statisztika
2020. október 24-i állapot szerint.
| Klub             | Szezon   | Bajnokság         | Bajnokság | Bajnokság | DFB-Pokal | DFB-Pokal | Nemzetközi | Nemzetközi | Egyéb | Egyéb | Összesen | Összesen |
| Klub             | Szezon   | Osztály           | Mérk.     | Gólok     | Mérk.     | Gólok     | Mérk.      | Gólok      | Mérk. | Gólok | Mérk.    | Gólok    |
| ---------------- | -------- | ----------------- | --------- | --------- | --------- | --------- | ---------- | ---------- | ----- | ----- | -------- | -------- |
| Werder Bremen II | 2007–08  | Regionalliga Nord | 4         | 0         | —         | —         | —          | —          | —     | —     | 4        | 0        |
| Werder Bremen II | 2008–09  | 3. Liga           | 15        | 1         | —         | —         | —          | —          | —     | —     | 15       | 1        |
| Werder Bremen II | Összesen | Összesen          | 19        | 1         | 0         | 0         | 0          | 0          | 0     | 0     | 19       | 1        |
| Werder Bremen    | 2009–10  | Bundesliga        | 23        | 0         | 5         | 0         | 7          | 0          | —     | —     | 35       | 0        |
| Werder Bremen    | 2010–11  | Bundesliga        | 28        | 0         | 2         | 0         | 8          | 0          | —     | —     | 38       | 0        |
| Werder Bremen    | 2011–12  | Bundesliga        | 23        | 0         | 1         | 0         | —          | —          | —     | —     | 24       | 0        |
| Werder Bremen    | 2012–13  | Bundesliga        | 13        | 0         | 1         | 0         | —          | —          | —     | —     | 14       | 0        |
| Werder Bremen    | 2013–14  | Bundesliga        | 20        | 3         | 0         | 0         | —          | —          | —     | —     | 20       | 3        |
| Werder Bremen    | 2014–15  | Bundesliga        | 16        | 1         | 0         | 0         | —          | —          | —     | —     | 16       | 1        |
| Werder Bremen    | 2015–16  | Bundesliga        | 14        | 0         | 3         | 0         | —          | —          | —     | —     | 17       | 0        |
| Werder Bremen    | 2016–17  | Bundesliga        | 11        | 1         | 0         | 0         | —          | —          | —     | —     | 11       | 1        |
| Werder Bremen    | 2017–18  | Bundesliga        | 27        | 1         | 3         | 1         | —          | —          | —     | —     | 30       | 2        |
| Werder Bremen    | 2018–19  | Bundesliga        | 15        | 0         | 2         | 1         | —          | —          | —     | —     | 17       | 1        |
| Werder Bremen    | 2019–20  | Bundesliga        | 15        | 0         | 1         | 0         | —          | —          | 1     | 0     | 17       | 0        |
| Werder Bremen    | Összesen | Összesen          | 205       | 6         | 18        | 2         | 15         | 0          | 1     | 0     | 239      | 8        |
| Werder Bremen II | 2020–21  | Regionalliga Nord | 0         | 0         | —         | —         | —          | —          | —     | —     | 0        | 0        |
| Werder Bremen II | Összesen | Összesen          | 0         | 0         | 0         | 0         | 0          | 0          | 0     | 0     | 0        | 0        |
| Összesen         | Összesen | Összesen          | 224       | 7         | 18        | 2         | 15         | 0          | 1     | 0     | 258      | 9        |

## Sikerei, díjai
- Werder Bremen
  - Német szuperkupa: 2009 (nem hivatalos)
  - Német kupa – döntős: 2009-10